# Arthur Moura
Arthur Santos Moura ( — 29 de outubro de 2008) foi um militar norte-americano, adido militar no Brasil, durante a ditadura militar.
Descendente de açorianos, era fluente na língua portuguesa. Suas ligações com o Brasil começaram na Segunda Guerra Mundial, em 1944, quando foi anexado à quarta turma de oficiais brasileiros que foi enviada ao curso de adestramento no Forte Leavenworth.
Coronel do exército norte-americano e funcionário da Defense Intelligence Agency, veio para o Brasil substituir Vernon Walters. Durante os Anos de chumbo foi o funcionário americano mais poderoso do Brasil, porta-voz convicto da repressão. Adido militar da embaixada dos Estados Unidos no Brasil, era considerado o chefe de fato de uma das maiores representações diplomáticas norte-americanas no mundo.

Foi promovido a general, à pedido do presidente Emílio Garrastazu Médici durante um encontro com Richard Nixon.
Em 1975 passou para a reserva e assumiu um cargo de direção na construtora Mendes Júnior.